# Second Chance (1953)
Second Chance is een Amerikaanse thriller uit 1953 onder regie van Rudolph Maté. Destijds werd de film in Nederland uitgebracht onder de titel Besmeurde liefde.

## Verhaal
De bokser Russ Lambert snelt zijn liefje Clare te hulp in Mexico. Zij is op de vlucht voor een huurmoordenaar, die haar ex-minnaar achter haar aan heeft gestuurd, omdat hij bang is dat ze tegen hem zal getuigen.

## Rolverdeling
| Acteur             | Personage       |
| ------------------ | --------------- |
| Robert Mitchum     | Russ Lambert    |
| Linda Darnell      | Clare Shepperd  |
| Jack Palance       | Cappy Gordon    |
| Sandro Giglio      | Conducteur      |
| Rodolfo Hoyos jr.  | Vasco           |
| Reginald Sheffield | Mijnheer Woburn |
| Margaret Brewster  | Mevrouw Woburn  |
| Roy Roberts        | Charley Malloy  |
| Salvador Baguez    | Agent Hernandez |
| Maurice Jara       | Fernando        |
| Judy Walsh         | Maria           |
| Dan Seymour        | Felipe          |
| Fortunio Bonanova  | Mandy           |
| Milburn Stone      | Edward Dawson   |
| Abel Fernández     | Rivera          |